# Arthur Chassériau
Le baron Arthur Nedjma Chassériau (né le 29 juin 1850 à Alger et mort le 23 mai 1934 à Paris 8e) est un agent de change, collectionneur français et grand donateur du Musée du Louvre.

## Biographie
Grand amateur d'art, le baron Arthur Chassériau était le fils de l'architecte en chef de la ville d'Alger, Charles Frédéric Chassériau.
Il naît à Alger en 1850 et fit ses études à Paris au lycée Louis-le-Grand sous la surveillance attentive d'un cousin germain de son père, le conseiller d'Etat Frédéric-Victor-Charles Chassériau, frère ainé de Théodore Chassériau. De retour à Alger, il s'engagea dans les francs-tireurs et sous l'uniforme en 1871, prit part à la répression de l'insurrection et à la campagne de Kabylie.

### Collaborateur deFerdinand de Lessepsà laCompagnie universelle du canal de Panama(1881-1887)
À défaut d'être architecte à l'image de son père qu'il admirait, le baron Chassériau fit une carrière de financier à Paris où il s'installa définitivement en 1875. À la Compagnie universelle du canal interocéanique de Panama, il ne tarda pas à gagner l'estime de Ferdinand de Lesseps, ami de son père et dont il devint l'un des proches collaborateurs comme responsable des services financiers (1881-1887).

### Associé d'agent de changeet banquier duGotha
Il donna sa démission avant la chute de la Compagnie du canal de Panama et s'associa a Alfred Ott pour fonder une maison de courtage de banque et de change. Quelques années plus tard, Alfred Ott et lui s'associèrent comme agents de change à Albert Leuba et Jean Saintoin. Il ne quitta cette maison de courtage qu'à la fin de son existence. Il géra la fortune de quelques figures du Gotha, notamment celles de la reine Nathalie de Serbie dont il conserva l'amitié pendant plus de 30 ans et de la princesse de la Moskowa, née princesse Eugénie Bonaparte.

### Mécène et grand donateur duMusée du Louvre
C'est au cours des visites presque quotidiennes au frère vieillissant de l'artiste, Frédéric-Victor-Charles Chassériau, dans son appartement de la place Vendôme que le jeune Arthur Chassériau se promit d'honorer la mémoire et l'œuvre du "cousin" Théodore qu'il n'avait pu connaître.
Pendant près d'un demi-siècle, le baron Chassériau n'a eu de cesse de rechercher passionnément les œuvres de Théodore à travers le monde. Aucun sacrifice ni aucune démarche, si grande fut-elle, n'a freiné l'entreprise de sa vie. De 1879 à 1898, le baron Chassériau et le Comité Chassériau bataillèrent pour arracher à l’anéantissement, les fresques de la Cour des comptes peintes par Théodore Chassériau et ravagées dans l'incendie du Palais d'Orsay.

### Président duMusée Rodinet duMusée Gustave Moreau, fondateur de la Société des Peintres Orientalistes
Ne refusant jamais son concours, Arthur Chassériau fit partie de nombreux Conseils de fondations artistiques et demeura membre du conseil d'administration de la société des Amis du Louvre pendant de nombreuses années. Au Conseil d'administration du Musée Rodin, il assura la présidence de 1925 à 1934. La Sabretache le désigna membre à vie de son Comité. Il fut également président du Musée Gustave Moreau et fondateur de la Société des Peintres Orientalistes (1887).
De son vivant déjà, il avait enrichi de ses dons le Louvre, le Musée Carnavalet, le Petit Palais, la Malmaison, les Musées d'Alger, de La Rochelle etc. À sa disparition en 1934, le baron Chassériau, par l'intermédiaire de son neveu le général Frédéric Nouvion, offrit au Musée du Louvre la collection à laquelle il avait consacré sa vie. 
Quelque 77 peintures et 2200 dessins de Théodore Chassériau entrèrent dans les collections nationales. Le reste de sa collection devait demeurer dans sa famille (portraits de la famille Chassériau par Théodore Chassériau et les œuvres de contemporains tels que Daumier, Díaz, Delacroix, Géricault, Dinet, Marilhat, Rousseau ou encore le buste de Madame Fenaille par Rodin (un plâtre reçu en cadeau de Maurice Fenaille).
Donation Chassériau aux Musées nationaux
Extrait de la donation
Je lègue aux musées nationaux tant en mon nom qu'en souvenir de ma chère femme Henriette Bell tous les tableaux, esquisses, aquarelles, dessins et albums de mon parent Théodore Chassériau, a l'exception des portraits de famille au crayon et de ceux que je pourrais disposer ultérieurement sous quelque forme que ce soit, l'administration du Louvre distribuera les biens ci-dessus légués après avoir fait son choix pour elle-même parmi les musées les plus importants de Province.
J'institue mon neveu le Général Frédéric Nouvion pour mon légataire universel. Je lègue a mon légataire universel les portraits de famille au crayon exécutés par mon parent Théodore Chassériau, tous les objets meublants, objets mobiliers, linges, bijoux, tableaux, autographes, armes, aquarelles, dessins, albums, œuvres de divers artistes et en général tout ce que je possèderai comme objets, mobiliers corporels et dont je n'ai pas dispose au profit des musées dont je n'aurai pas spécialement dispose ultérieurement À ce jour… Le solde de ma succession, après tous ces prélèvements donnera le chiffre qui servira de base aux legs particuliers suivants :
Je lègue a chacun de Monsieur Georges et Albert Nouvion, mes deux neveux une somme égale a un huitième de ce solde.
 À ma petite nièce Suzanne Nouvion, fille de Georges Nouvion pour la remercier de l'assistance qu'elle a bien voulu me donner depuis la mort de ma chère Henriette, une somme égale a un seizième de ce solde.
Et a l'Institut de France, section de la gravure, une somme égale a un seizième de ce solde.
Les intérêts de la somme léguée a l'Institut de France devront lorsqu'ils seront suffisants être employés a la commande a un graveur d'une planche d'une œuvre de mon parent Théodore Chassériau.
Cette planche sera faite par quelque procédé que ce soit, eau forte, taille douce, lithographie, etc. restera la propriété de l'auteur…
… Si je n'ai fait aucune disposition au profit de mon neveu Henri Nouvion pour lequel j'ai une amitié aussi grande que pour ses frères, c'est d'accord avec lui, vu l'importance de sa situation qui est supérieure a la mienne et à celle de ses trois frères.
Paris, le 18 janvier 1933.
Arthur Chassériau

## Distinctions
- Chevalier de la Légion d'honneur (1927)
- Médaille de Grand donateur du Louvre (1929)
- son nom est inscrit en tant que donateur sur un mur de la rotonde de la galerie d'Apollon du Musée du Louvre
- Médaille coloniale agrafe Algérie
- Médaille commémorative de la guerre 1870–1871
- Chevalier de l'Ordre royal du Cambodge (1910)
- Médaille commémorative du "Centième anniversaire de la guerre de 1812", Ruban de l'ordre de Saint-Vladimir (1912)
- Chevalier de l'ordre de la Couronne d'Italie (1932)
- le comte Robert de Montesquiou rendit un hommage au baron Chassériau dans son recueil Les perles rouges; Les paroles diaprées en 1910 (p. 127)[3]